# عاقل نبی‌اف
عاقل نبی‌اف (ترکی آذربایجانی: Aqil Nəbiyev؛ زادهٔ ۱۶ ژوئن ۱۹۸۲) بازیکن فوتبال اهل جمهوری آذربایجان است.
از باشگاه‌هایی که در آن بازی کرده‌است می‌توان به باشگاه فوتبال توران تووز، باشگاه فوتبال روان باکو، باشگاه فوتبال باکو، باشگاه فوتبال نفتچی باکو، و باشگاه فوتبال آزال باکو اشاره کرد.
وی همچنین در تیم ملی فوتبال جمهوری آذربایجان بازی کرده‌است.